# Louroux-Bourbonnais
Louroux-Bourbonnais é uma comuna francesa na região administrativa de Auvérnia-Ródano-Alpes, no departamento Allier. Estende-se por uma área de 32 km². Em 2010 a comuna tinha 214 habitantes (densidade: 6,7 hab./km²).